# Joegoslavië op de Olympische Winterspelen 2002
Tijdens de Olympische Winterspelen van 2002, die in Salt Lake City (Verenigde Staten) werden gehouden, nam Joegoslavië voor de zestiende keer deel.

## Deelnemers en resultaten
(m) = mannen, (v) = vrouwen 

### Alpineskiën
| Olympiër       | Discipline       | Resultaat | Prestatie                          |
| -------------- | ---------------- | --------- | ---------------------------------- |
| Marko Ðorđević | reuzenslalom (m) | 41e       | 2.33,65 (+10,37) — 1.17,25+1.16,40 |
| Marko Ðorđević | slalom (m)       | 26e       | 1.55,99 (+14,93) — 55,95+1.00,04   |
| Jelena Lolović | reuzenslalom (v) | 40e       | 2.42,04 (+12,03) — 1.20,54+1.21,50 |
| Jelena Lolović | slalom (v)       | dnf-2     | opgave run 2 — 58,87+dnf           |

### Bobsleeën
| Olympiër                                                  | Discipline                  | Resultaat | Prestatie                                       |
| --------------------------------------------------------- | --------------------------- | --------- | ----------------------------------------------- |
| Boris Rađenović Dalibor Ðurđić Rašo Vucinić Vuk Rađenović | 4-mansbob (m) Joegoslavië I | 25e       | 3.15,55 (+8,04) (48,66 / 48,79 / 48,97 / 49,13) |

Amerikaanse Maagdeneilanden · Andorra · Argentinië · Armenië · Australië · Azerbeidzjan · België · Bermuda · Bosnië en Herzegovina · Brazilië · Bulgarije · Canada · Chili · China · Chinees Taipei · Costa Rica · Cyprus · Denemarken · Duitsland · Estland · Fiji · Finland · Frankrijk · Georgië · Griekenland · Groot-Brittannië · Hongarije · Hongkong · Ierland · IJsland · India · Iran · Israël · Italië · Jamaica · Japan · Joegoslavië · Kameroen · Kazachstan · Kenia · Kirgizië · Kroatië · Letland · Libanon · Liechtenstein · Litouwen · Macedonië · Mexico · Moldavië · Monaco · Mongolië · Nederland · Nepal · Nieuw-Zeeland · Noorwegen · Oekraïne · Oezbekistan · Oostenrijk · Polen · Roemenië · Rusland · San Marino · Slovenië · Slowakije · Spanje · Tadzjikistan · Thailand · Trinidad en Tobago · Tsjechië · Turkije · Venezuela · Verenigde Staten · Wit-Rusland · Zuid-Afrika · Zuid-Korea · Zweden · Zwitserland

Uitgesloten van deelname: Puerto Rico